# Três Barras do Paraná
Três Barras do Paraná es un municipio brasileño del estado de Paraná. Su población estimada en 2004 era de 11.882 habitantes. Representa 0,12% de la población del estado, con 4.931 habitantes en la zona urbana (41,71%) y 6.891 habitantes en la zona rural (58,29%).

## Economía
La economía de la ciudad se basa en la agricultura.

## Educación
La ciudad posee escuelas para educación hasta el nivel medio.